# Centrum Weizmana
Centrum Weizmana (hebr. מרכז ויצמן; ang. The Weizmann Center) – kompleks budynków mieszczących dom starców, klinikę, hotel i centrum handlowe położony we wschodniej części miasta Tel Awiw, w Izraelu.

## Nazwa
Centrum Weizmana zostało nazwane na cześć pierwszego prezydenta Izraela Chaima Weizmana.

## Położenie
Centrum kliniczne zajmuje powierzchnię 12 akrów przy ulicy Weizmanna w osiedlu Ha-Cafon ha-Chadasz we wschodniej części Tel Awiwu. Na południe od kliniki znajduje się kompleks szpitalny Centrum Medycznego Tel Awiw.

## Historia
Centrum kliniczne powstało jako prywatna inicjatywa konsorcjum Palace Group, które specjalizuje się w opiece nad ludźmi starymi. Dostrzegając potrzebę stworzenia takiego centrum przy Szpitalu Miejskim Tel Awiwu, konsorcjum zakupiło ziemię i w 2004 wybudowało kompleks trzech wieżowców. Koszt budowy wyniósł 110 milionów USD.

## Budynki centrum
W skład kompleksu Centrum Weizmana wchodzą trzy wieżowce:
- Weizmann Center Tower (wysokość 72 metrów) – mieści Vital Hotel Tel Awiw, dom starców oraz komercyjne biura.
- Palace Tel Aviv – mieści dom starców, centrum handlowe i podziemny parking.
- Weizmann Center Clinics – mieści klinikę, oddział pomocy psychologicznej oraz centrum opieki pielęgniarskiej[1].

## Transport
W sąsiedztwie centrum przebiega droga ekspresowa nr 2  (Tel Awiw-Netanja-Hajfa) i autostrada nr 20  (Ayalon Highway), która rozpoczyna się w Riszon le-Cijjon na południu i kończy w Riszpon na północy.